# Oswaldo Guimarães Tolentino
Oswaldo Guimarães Tolentino foi um político brasileiro do estado de Minas Gerais. Atuou como deputado estadual em Minas Gerais na 3ª legislatura (1955-1959), como suplente e foi eleito para o mandato de 1959 a 1963 (4ª legislatura), pelo PSD. Ficou como suplente na legislatura seguinte.